# Dalstein
Dalstein település Franciaországban, Moselle megyében. Lakosainak száma 378 fő (2022. január 1.). Dalstein Chémery-les-Deux, Ébersviller, Hombourg-Budange, Kemplich és Menskirch községekkel határos.

## Népesség
A település népességének változása:
| Lakosok száma | 178  | 190  | 188  | 305  | 340  | 347  | 361  | 371  | 376  | 378  |
|               | 1968 | 1982 | 1990 | 2006 | 2013 | 2015 | 2017 | 2019 | 2020 | 2022 |